# Melanodiscus nervisequa
Melanodiscus nervisequa är en svampart som beskrevs av Höhn. 1918. Melanodiscus nervisequa ingår i släktet Melanodiscus, divisionen sporsäcksvampar och riket svampar.   Inga underarter finns listade i Catalogue of Life.